# Loweia alexis
Loweia alexis är en fjärilsart som beskrevs av Giovanni Antonio Scopoli 1763. Loweia alexis ingår i släktet Loweia och familjen juvelvingar. Inga underarter finns listade i Catalogue of Life.